# Monotheismus
Der Begriff Monotheismus (griechisch μόνος mónos „allein“ und θεός theós „Gott“) bezeichnet Religionen bzw. philosophische Lehren, die einen allumfassenden Gott kennen und anerkennen. Der Monotheismus ist eine Form des Theismus. Damit werden diese in der Religionswissenschaft vom Polytheismus unterschieden, der viele Götter kennt und verehrt. Religionen, die viele Götter kennen, aber einem von diesen den Vorrang (als allein zu verehrenden Gott) einräumen, bezeichnet der Begriff Henotheismus.

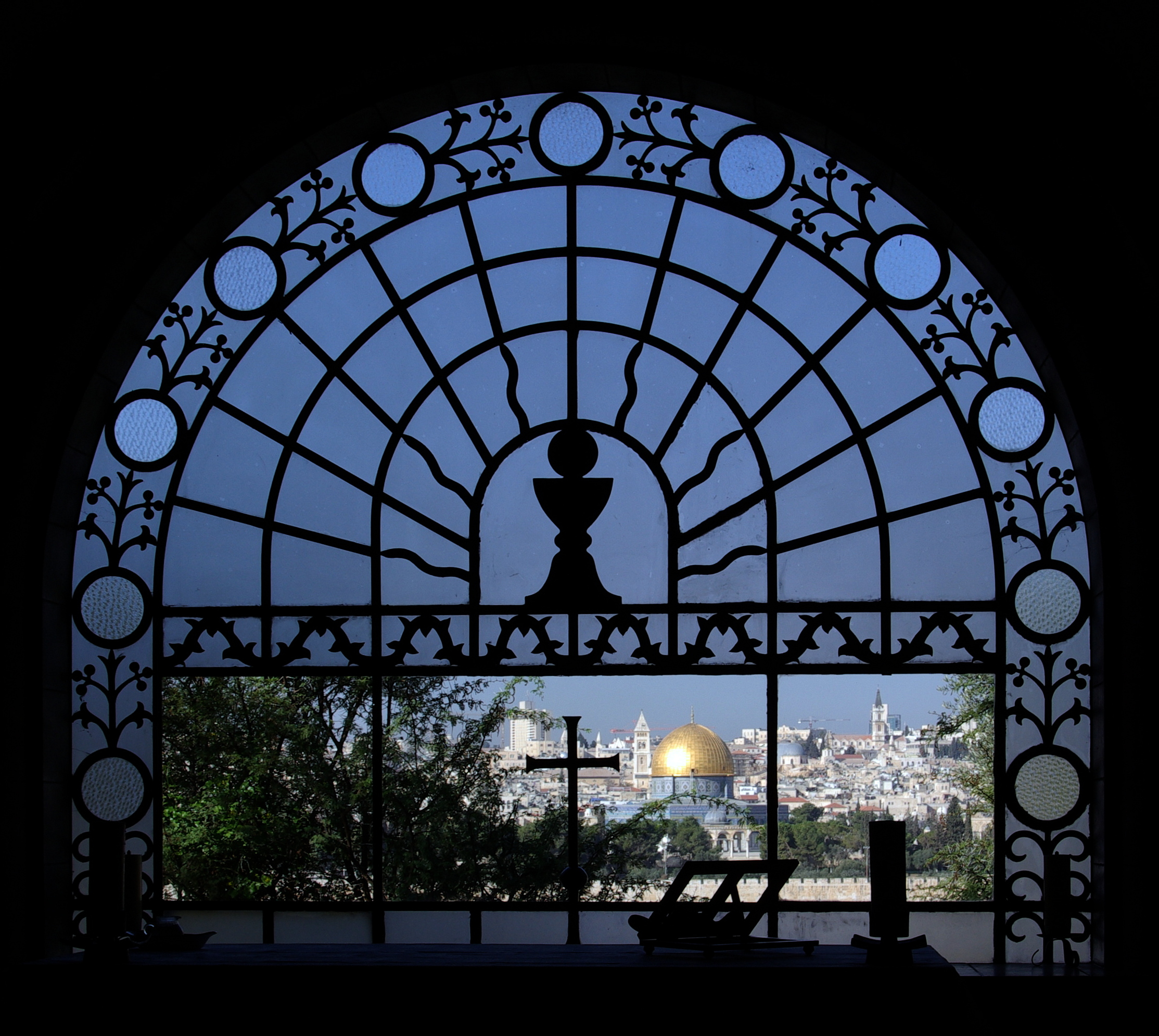
Jerusalem: Schnittpunkt dreier monotheistischer Weltreligionen

## Beispiele und Ausprägungen
Zeitgenössische monotheistische Religionen sind das Judentum, das Christentum, der Islam, der Sikhismus, das Bahaitum, das Jesidentum sowie der Zoroastrismus. Teils finden in historischer Betrachtung der Zoroastrismus als eine dualistische und die Anfänge des jüdischen Glaubens als eine henotheistische Religion Berücksichtigung. Nach Ansicht der meisten Ägyptologen finden sich nachweisbare geschichtliche Vorformen des Monotheismus im 14. Jahrhundert v. Chr. im Alten Ägypten unter der Regentschaft von Pharao Echnaton (Amenophis IV.). Er erhob Aton zum alleinigen Gott. Da er jedoch die Existenz der traditionellen Gottheiten nicht bestritt und deren Kult nur teilweise verbieten ließ, bewerten andere Ägyptologen diese Frühformen als temporären Henotheismus, der jedoch einen vorübergehenden Einschnitt in den Polytheismus darstellte. Jan Assmann bezeichnet diesen Einschnitt als „implizierten Monotheismus“, der nicht die harte Definition des späteren, abrahamitischen Monotheismus erfülle. Erik Hornung jedoch sieht in den ägyptischen Religionen insgesamt eine Tendenz zu einem „impliziten Monotheismus“.
Auch der vorsokratische Philosoph Xenophanes von Kolophon vertritt in seinem Buch „Über die Natur“ die Auffassung einer Gottheit hinter allem, die unveränderlich, ewig, vollkommen und allumfassend ist. Dabei ließ er die vielen Götter mit ihren lokalen Bezügen gelten, vertrat also nach Assmann einen „impliziten Monotheismus“.
Eine weitere monotheistische Religionsgemeinschaft sind die Mandäer.

## Begriff und Theorien zur Genese des Monotheismus
Der Gebrauch des Begriffs „Monotheismus“ wurde erstmals bei dem englischen Theologen und Philosophen Henry More (1614–1687) nachgewiesen. Er findet sich auch bei Herbert von Cherbury (1583–1648). Dort steht er im Kontext eines frühaufklärerischen Modells der natürlichen Religion, das von einem Urmonotheismus ausgeht; der Polytheismus habe sich erst später entwickelt.
Paul Radin kritisierte in den 1920er Jahren die seit dem 19. Jahrhundert verbreitete, durch den Kolonialismus und Darwinismus geförderte evolutionistische Anschauung, wonach sich der Monotheismus aus dem Polytheismus und dieser mit seinem Glauben an personalisierte Gottheiten aus dem Animismus, also dem Glauben an die Allbeseeltheit der Natur, entwickelt habe. Radin zufolge könne niemand bezweifeln, dass der Monotheismus oder zumindest die Monolatrie auch in ursprünglichen Stammesgesellschaften verbreitet sei. Der Monotheismus erfordere jedoch eine permanente Devotion und setze im Unterschied zu „intermittierenden“ Kulten mit ihren situationsspezifischen Ritualen ein eher kontemplativ-philosophisches Temperament der Menschen voraus. Als Beispiel führt er die Muttergottheit Gauteovan der Kagaba in Kolumbien an, die nicht direkt im Gebet angesprochen und nicht durch Kulte verehrt wird. Allerdings liegt der Einwand nahe, dass bei vielen Stämmen der Einfluss von Missionaren den Zustand einer permanenten Devotion herbeigeführt hat.
Der Ethnologe Pater Wilhelm Schmidt ging hingegen von einem weltweit verbreiteten „ursprünglichen Monotheismus“ aus und versuchte, diese Idee in seinem zwölfbändigen Werk Der Ursprung der Gottesidee bzw. in Ursprung und Werden der Religion (1930) zu untermauern. Diese These ist empirisch kaum haltbar. Nicht alle Religionen enthalten den Glauben an ein höchstes Wesen. In vielen afrikanischen Religionen, in denen heute ein solches eine Rolle spielt, deutet nicht nur das Fehlen eines Kultes auf den Einfluss christlicher Missionare hin, sondern auch der Vergleich historischer Zeugnisse kann dies im Einzelnen belegen. Ein Beispiel für eine monotheistische afrikanische Religion (gepaart mit Ahnenkult) findet sich bei den Kikuyu in Kenia.
In der Praxis ist die Unterscheidung zwischen Monotheismus und Polytheismus nicht immer einfach. Anhänger polytheistischer Religionen sind oft de facto Monotheisten, da sie nur einen der Götter ihres Glaubenssystems verehren. Man spricht in diesem Falle von Henotheismus. Andererseits gibt es auch monotheistische Religionen mit polytheistischen Elementen.
In einer These geht Bernhard Lang davon aus, dass es sich bei der exklusiven Verehrung eines Gottes (Monolatrie) um ein temporäres, durch existenzbedrohende Krisen ausgelöstes Phänomen in einer polytheistischen Gesellschaft handeln könne. So erkläre das babylonische Atramchasis-Epos die zeitweise exklusive Verehrung des Regengottes Adad durch die von den Göttern beschlossene Trockenheit. In der Bibel wird in Ri 10,16 beschrieben, dass die in Israel lebenden Stämme im Krieg einzig JHWH, den Gott des Alten Testaments, als Kriegsgott huldigen, nach dem Krieg aber zur Verehrung der Ortsgötter zurückkehren. In den politischen Krisenzeiten des zunehmenden assyrischen Drucks im 8. und 7. Jahrhundert v. Chr. habe sich daraus der Monotheismus der Hebräer entwickelt.

## Unterscheidungen
Die neuere Forschung unterscheidet exklusiven und inklusiven sowie universalen und partikularen Monotheismus. Der exklusive Monotheismus betont den Absolutheitsanspruch eines Gottes gegenüber anderen Göttern, deren Existenz der inklusive Monotheismus duldet. Der universale Monotheismus betont den allumfassenden, nicht nur für eine partikulare Gruppe gültigen Anspruch auf Anerkennung.

## Verwandte Bezeichnungen
- Abrahamitische Religionen: Gemeint sind diejenigen monotheistischen Religionen, die auf Abraham als Stammvater aufbauen (Judentum, Christentum, Islam, Bahai).
- Eingottglaube: deutsch für Monotheismus
- Offenbarungsreligionen: Dieser Begriff leitet sich daraus ab, dass die Lehre der monotheistischen Religionen (nach der Überzeugung ihrer Anhänger) im Laufe der Geschichte durch Gesandte Gottes offenbart wurde.
- Buchreligionen: Im Judentum, Christentum, Zoroastrismus, Islam und der Religion der Bahai gibt es heilige Schriften, die als Gottes Wort gelten. Daher werden sie manchmal als Buch- oder Schriftreligionen bezeichnet.
- Monolatrie: Verehrung einer Gottheit bei Anerkennung der Existenz anderer.